# Best of Bowie
Best of Bowie — сборник суперхитов, охватывающий всю карьеру британского рок-музыканта Дэвида Боуи, выпущенный в 2002 году. Сборник содержит песни начиная со второго альбома музыканта и до 2002 года. Издан спустя 35 лет, после релиза первого альбома Боуи.

## Об альбоме
В каждой из 21 стран, где был официально выпущен альбом, он получил свой список композиций, основанный на том, какие песни были наиболее популярны в этой стране. Во многих странах, альбом был издан в двух версиях — на одном и двух дисках, соответственно. Всего на альбоме появились 63 композиции, по крайней мере, в одной из 20 различных версий. Территориальную принадлежность издания можно определить по небольшому национальному флагу на торце, за исключением Аргентины, Мексики, стран Восточной Европы и английского издания, которые были «без флага».
Все песни прошли цифровой ремастеринг в 1999 году, а сингл версии (англ. single edit) в 2002 году, за исключением «Under Pressure», на которой более низкий звук, чем на остальной части диска.
Также была выпущена DVD версия издания, содержащая, в общей сложности, 47 видеоклипов и концертных выступлений, а также альтернативные версии песен и пасхальные яйца.

## Список композиций компакт-диска
Все песни написаны Дэвидом Боуи, за исключением отмеченных.

Примечания: Первый уникальный номер трека содержит всю информацию, касающуюся той песни и версии, в том числе авторство песен, источник и длину. В дальнейшем ссылки упоминают лишь песни и версии.

### CD: EMI / 5 39821 2 (Великобритания)
Первый диск
1. «Space Oddity» (из альбома Space Oddity, 1969) — 5:15
2. «The Man Who Sold the World» (из альбома The Man Who Sold the World, 1970) — 3:55
3. «Oh! You Pretty Things» (из альбома Hunky Dory, 1971) — 3:12
4. «Changes» (из альбома Hunky Dory, 1971) — 3:33
5. «Life on Mars?» (из альбома Hunky Dory, 1971) — 3:48
6. «Starman» (из альбома The Rise and Fall of Ziggy Stardust and the Spiders from Mars, 1972) — 4:16
7. «Ziggy Stardust» (из альбома Ziggy Stardust, 1972) — 3:13
8. «Suffragette City» (из альбома Ziggy Stardust, 1972) — 3:25
9. «John, I'm Only Dancing» (1972) — 2:43
10. «The Jean Genie» (из альбома Aladdin Sane, 1973) — 4:08
11. «Drive-In Saturday» (из альбома Aladdin Sane, 1973) — 4:36
12. «Sorrow» (Боб Фельдман, Джерри Голдстайн, Ричард Готтерер) (из альбома Pin Ups, 1973) — 2:53
13. «Diamond Dogs» (из альбома Diamond Dogs, 1974) — 6:05
14. «Rebel Rebel» (из альбома Diamond Dogs, 1974) — 4:30
15. «Young Americans» (сторона «А» американского сингла, 1975) — 3:16
16. «Fame» (из альбома Young Americans, 1975) — 4:17
17. «Golden Years» (сингл версия, 1975) — 3:22
18. «TVC 15» (из альбома Station to Station, 1976) — 5:33
19. «Wild Is the Wind» (Дмитрий Тёмкин, Нэд Вашингтон) (из альбома Station to Station, 1976) — 6:02

Второй диск
1. «Sound and Vision» (из альбома Low, 1977) — 3:00
2. «Heroes» (Дэвид Боуи, Брайан Ино) (сингл версия, 1977) — 3:32
3. «Boys Keep Swinging» (Дэвид Боуи, Брайан Ино) (из альбома Lodger, 1979) — 3:18
4. «Under Pressure» (Дэвид Боуи, Фредди Меркьюри, Брайан Мэй, Джон Дикон, Роджер Тейлор) (вместе с Queen, 1981) — 4:02
5. «Ashes to Ashes» (сингл версия, 1980) — 3:38
6. «Fashion» (сингл версия, 1980) — 3:23
7. «Scary Monsters (and Super Creeps)» (сингл версия, 1981) — 3:27
8. «Let’s Dance» (сингл версия, 1983) — 4:07
9. «China Girl» (Дэвид Боуи, Игги Поп) (сингл версия, 1983) — 4:18
10. «Modern Love» (сингл версия, 1983) — 3:56
11. «Blue Jean» (из альбома Tonight, 1984) — 3:12
12. «This Is Not America» (вместе с The Pat Metheny Group, 1985) — 3:43
13. «Loving the Alien» (ремикс-версия сингла, 1985) — 4:43
14. «Dancing in the Street» (Marvin Gaye, William «Mickey» Stevenson, Ivy Jo Hunter) (вместе с Миком Джаггером, 1985) — 3:14
15. «Absolute Beginners» (сингл версия, 1986) — 5:39
16. «Jump They Say» (радио версия, 1993) — 3:53
17. «Hallo Spaceboy» (Дэвид Боуи, Брайан Ино) (ремикс группы Pet Shop Boys 1996) — 4:25
18. «Little Wonder» (Дэвид Боуи, Ривз Гэбрелс, Марк Плати) (сингл версия, 1997) — 3:40
19. «I’m Afraid of Americans» (Дэвид Боуи, Брайан Ино) (V1 радио версия, 1997) — 4:26
20. «Slow Burn» (радио версия, 2002) — 3:55

### CD: Virgin-EMI / 5 41929 2 (Соединенные Штаты Америки) // EMI 7243 5 42244 2 5 (Канада)
1. «Space Oddity»
2. «Changes»
3. «Suffragette City»
4. «Ziggy Stardust»
5. «The Jean Genie»
6. «Rebel Rebel»
7. «Young Americans» (U.S. single version)
8. «Fame»
9. «Golden Years» (single version)
10. «Heroes» (single version)
11. «Ashes to Ashes» (single version)
12. «Fashion» (single version)
13. «Under Pressure» (with Queen)
14. «Let’s Dance» (single version)
15. «China Girl» (single version)
16. «Modern Love» (single version)
17. «Blue Jean»
18. «Dancing in the Street» (with Mick Jagger)
19. «This Is Not America» (with The Pat Metheny Group)
20. «I’m Afraid of Americans» (V1 radio edit)

### 2003 Bonus DVD: / Virgin/EMI 5 95692 0 (Соединенные Штаты Америки)
1. «Let’s Dance» (Club Bolly extended mix)
2. «Let’s Dance» (Club Bolly Mix)
3. «China Girl» (Club Mix)
4. «Just For One Day (Heroes)» (David Guetta vs. Bowie, extended version)
5. «Loving The Alien» (Scumfrog Remix)
6. «The Man Who Sold the World» (Brian Eno «Live» Mix)
7. «Nite Flights» (Moodswings Back to Basics Remix)
8. «Let’s Dance» (Club Bolly Mix) — DVD video
9. «Just For One Day (Heroes)» (David Guetta vs. Bowie) — DVD video
10. «Black Tie White Noise» (Live @ Hollywood Center Studios) — DVD video — 4:12

### CD: Virgin-EMI / 5 41930 2 (Соединенные Штаты Америки) // EMI 7243 5 42244 2 3 (Канада)
CD 1
1. «Space Oddity»
2. «The Man Who Sold the World»
3. «Changes»
4. «Life on Mars?»
5. «Moonage Daydream» (from Ziggy Stardust, 1972) — 4:37
6. «Suffragette City»
7. «Ziggy Stardust»
8. «All the Young Dudes» (from The Best of David Bowie 1969/1974, 1997) — 4:11
9. «The Jean Genie»
10. «Panic in Detroit» (from Aladdin Sane, 1973) — 4:25
11. «Rebel Rebel»
12. «Diamond Dogs»
13. «Young Americans» (U.S. single version)
14. «Fame»
15. «Golden Years»
16. «TVC 15» (single version, 1976) — 3:43
17. «Sound and Vision»
18. «Heroes» (single version)
19. «DJ» (Bowie, Eno, Alomar) (from Lodger, 1979) — 3:59

CD 2
1. «Ashes to Ashes» (single version)
2. «Fashion» (single version)
3. «Scary Monsters (and Super Creeps)» (single version)
4. «Under Pressure» (with Queen)
5. «Cat People (Putting Out Fire)» (Дэвид Боуи, Giorgio Moroder) (single version, 1982) — 4:08
6. «Let’s Dance» (single version)
7. «China Girl» (single version)
8. «Modern Love» (single version)
9. «Blue Jean»
10. «This Is Not America» (вместе с The Pat Metheny Group)
11. «Dancing in the Street» (вместе с Миком Джаггером)
12. «Absolute Beginners» (single version)
13. «Time Will Crawl» (from Never Let Me Down, 1987) — 4:18
14. Tin Machine: «Under the God» (from Tin Machine, 1989) — 4:06
15. «Jump They Say» (radio edit)
16. «The Hearts Filthy Lesson» (Дэвид Боуи, Sterling Campbell, Брайан Ино, Reeves Gabrels, Mike Garson, Erdal Kizilcay) (radio edit) — 3:34
17. «I’m Afraid of Americans» (V1 radio edit)
18. «Thursday’s Child» (Дэвид Боуи, Reeves Gabrels) (radio edit, 1999) — 4:25
19. «Slow Burn» (radio edit)

### CD: EMI / 5 41888 2 (Бельгия)
1. «Let’s Dance» (single version)
2. «Fame»
3. «Fashion» (single version)
4. «This Is Not America» (with The Pat Metheny Group)
5. «Space Oddity»
6. «Ziggy Stardust»
7. «The Jean Genie»
8. «Golden Years» (single version)
9. «Absolute Beginners» (single version)
10. «Ashes to Ashes» (single version)
11. «Changes»
12. «Rebel Rebel»
13. «Heroes» (single version)
14. «Young Americans» (U.S. single version)
15. «Under Pressure» (with Queen)
16. «Tonight» (Дэвид Боуи, Игги Поп) (вместе с Тиной Тернер) (from Tonight, 1984) — 3:50
17. «China Girl» (single version)
18. «Blue Jean»
19. «Dancing in the Street» (with Mick Jagger)
20. «Slow Burn» (radio edit)

### CD: EMI 7243541900-2 (Колумбия/Эквадор/Перу/Венесуэла)
1. «The Man Who Sold the World»
2. «Changes»
3. «Life on Mars?»
4. «Starman»
5. «Young Americans» (U.S. single version)
6. «Fame»
7. «Heroes» (single version)
8. «Under Pressure» (with Queen)
9. «Ashes To Ashes» (single version)
10. «Let’s Dance» (single version)
11. «China Girl» (single version)
12. «Modern Love» (single version)
13. «Blue Jean»
14. «This Is Not America» (with The Pat Metheny Group)
15. «Never Let Me Down» (single version, 1987) — 3:58
16. «Dancing in the Street» (with Mick Jagger)
17. «Fame '90» (Gass mix) — 3:36
18. «Hallo Spaceboy» (Pet Shop Boys remix)
19. «Little Wonder» (single version)
20. «Slow Burn» (radio edit)

### CD: EMI / 5 41912 2 (Германия/Швейцария/Австрия)
1. «Let’s Dance» (single version)
2. «Ashes to Ashes» (single version)
3. «„Heroes“» (Bowie, Eno) (single version) (from German version of «Heroes» single A-side, 1977) — 3:40
4. «Fame '90» (Gass mix)
5. «Young Americans» (U.S. single version)
6. «Fashion» (single version)
7. «Ziggy Stardust»
8. «Space Oddity»
9. «When the Wind Blows» (Bowie, Kizilcay) (radio edit, 1986) — 3:32
10. «Cat People (Putting Out Fire)» (Bowie, Moroder) (single version)
11. «Sound and Vision»
12. «Loving the Alien» (single remixed version)
13. «Blue Jean»
14. «China Girl» (single version)
15. «Under Pressure» (with Queen)
16. «Dancing in the Street» (with Mick Jagger)
17. «Absolute Beginners» (single version)
18. «This Is Not America» (with The Pat Metheny Group)
19. «Thursday’s Child» (radio edit)
20. «Slow Burn» (radio edit)

### CD: EMI / 5 42075 2 (Австралия)
1. «Space Oddity»
2. «Changes»
3. «Starman»
4. «Ziggy Stardust»
5. «The Jean Genie»
6. «Sorrow»
7. «1984» (from Diamond Dogs, 1974) — 3:27
8. «Young Americans» (U.S. single version)
9. «Heroes» (single version)
10. «Ashes to Ashes» (single version)
11. «Fashion» (single version)
12. «Under Pressure» (with Queen)
13. «Let’s Dance» (single version)
14. «China Girl» (single version)
15. «Modern Love» (single version)
16. «Blue Jean»
17. «Fame 90» (Gass mix)
18. «Dancing in the Street» (with Mick Jagger)
19. «Slow Burn» (radio edit)

### CD: EMI / 5 41918 2 (Дания)
CD 1
1. «Let’s Dance» (single version)
2. «Rebel Rebel»
3. «This Is Not America» (with The Pat Metheny Group)
4. «Dancing in the Street» (with Mick Jagger)
5. «Fame»
6. «The Jean Genie»
7. «Jump They Say» (radio edit)
8. «Heroes» (single version)
9. «Fashion» (single version)
10. «Changes»
11. «TVC 15»
12. «China Girl» (single version)
13. «Absolute Beginners» (single version)
14. «Thursday’s Child» (radio edit)
15. «Ziggy Stardust»
16. «Ashes to Ashes» (single version)
17. «Drive-In Saturday»
18. «Space Oddity»

CD 2
1. «Young Americans» (U.S. single version)
2. «Slow Burn» (radio edit)
3. «Life on Mars?»
4. «Under Pressure» (with Queen)
5. «Hallo Spaceboy» (Pet Shop Boys remix)
6. «Sorrow»
7. «Blue Jean»
8. «Sound and Vision»
9. «Little Wonder» (single version)
10. «Starman»
11. «Boys Keep Swinging»
12. «Loving the Alien» (single remixed version)
13. «Golden Years» (single version)
14. «John, I’m Only Dancing»
15. «Day-In Day-Out» (from Never Let Me Down, 1987) — 4:14
16. «Modern Love» (single version)
17. «Black Tie White Noise» (single version, 1993) — 4:10
18. «Cat People (Putting Out Fire)» (single version)
19. «Rock 'N' Roll Suicide» (from Ziggy Stardust, 1972) — 2:59

### CD: EMI / 5 77949 2 (Гонконг)
CD 1
1. «Space Oddity»
2. «The Man Who Sold the World»
3. «Oh! You Pretty Things»
4. «Changes»
5. «Life on Mars?»
6. «Starman»
7. «Ziggy Stardust»
8. «Suffragette City»
9. «John, I’m Only Dancing»
10. «The Jean Genie»
11. «Drive-In Saturday»
12. «Sorrow»
13. «Diamond Dogs»
14. «Rebel Rebel»
15. «Young Americans» (U.S. single version)
16. «Fame»
17. «Golden Years» (single version)
18. «TVC 15»
19. «Wild Is the Wind»

CD 2
1. «Sound and Vision»
2. «Heroes» (single version)
3. «Boys Keep Swinging»
4. «Under Pressure» (with Queen)
5. «Ashes to Ashes» (single version)
6. «Fashion» (single version)
7. «Scary Monsters (and Super Creeps)» (single version)
8. «Let’s Dance» (single version)
9. «China Girl» (single version)
10. «Modern Love» (single version)
11. «Blue Jean»
12. «This Is Not America» (with The Pat Metheny Group)
13. «Loving The Alien» (single remixed version)
14. «Dancing in the Street» (with Mick Jagger)
15. «Absolute Beginners» (single version)
16. «Jump They Say» (radio edit)
17. «Hallo Spaceboy» (Pet Shop Boys remix)
18. «Little Wonder» (single version)
19. «I’m Afraid of Americans» (V1 radio edit)
20. «Slow Burn» (radio edit)

CD 3
1. «Loving the Alien» (Scumfrog vs Bowie)
2. «Let’s Dance» (Trifactor bs Deeper Substance Remix)
3. «Just for One Day ('Heroes')» (David Guetta vs Bowie)
4. «This Is Not America» (with The Pat Metheny Group) (Scumfrog vs Bowie)
5. «Shout (Fashion)» (Scumfrog vs Bowie)
6. «China Girl» (Riff & Vox Club Mix)
7. «Magic Dance» (Danny S Magic Party Remix)
8. «Let’s Dance» (Club Bolly Extended Mix)
9. «Let’s Dance» (Club Bolly Mix — Enhanced Video)

- Альбом выпущен в 2004.

### CD: Toshiba-EMI / TOCP-67061 (Япония/Таиланд)
1. «Space Oddity»
2. «Changes»
3. «Life on Mars?»
4. «Starman»
5. «Lady Stardust» (from Ziggy Stardust, 1972) — 3:20
6. «Ziggy Stardust»
7. «The Jean Genie»
8. «Rebel Rebel»
9. «Young Americans» (U.S. single version)
10. «Fame»
11. «Golden Years» (single version)
12. «Heroes» (single version)
13. «Ashes To Ashes» (single version)
14. «Fashion» (single version)
15. «Under Pressure» (with Queen)
16. «Let’s Dance» (single version)
17. «China Girl» (single version)
18. «Modern Love» (single version)
19. «Dancing in the Street» (with Mick Jagger)
20. «Slow Burn» (radio edit)

## Список композиций DVD

### DVD 1
1. «Oh! You Pretty Things» (from Old Grey Whistle Test)
2. «Queen Bitch» (from Old Grey Whistle Test)
3. «Five Years» (from Old Grey Whistle Test)
4. «Starman» (from Top of the Pops)
5. «John, I’m Only Dancing»
6. «The Jean Genie»
7. «Space Oddity»
8. «Drive-In Saturday» (from Russell Harty Plus Pop)
9. «Life on Mars?»
10. «Ziggy Stardust» (from Ziggy Stardust — The Motion Picture)
11. «Rebel Rebel» (from TopPop)
12. «Young Americans» (from The Dick Cavett Show)
13. «Be My Wife»
14. «„Heroes“»
15. «Boys Keep Swinging»
16. «D.J.»
17. «Look Back in Anger»
18. «Ashes to Ashes»
19. «Fashion» (single version)
20. «Wild Is the Wind»
21. «Let’s Dance»
22. «China Girl»
23. «Modern Love»
24. «Cat People (Putting out Fire)» (from Serious Moonlight) tour
25. «Blue Jean»
26. «Loving the Alien»
27. «Dancing in the Street» (with Mick Jagger)

- Пасхальные яйца:
  - «Oh! You Pretty Things» (alternate take from Old Grey Whistle Test)
  - Interview with David Bowie by Russell Harty
  - Ad for then forthcoming Ziggy Stardust: The Motion Picture DVD
  - Jazzin' for Blue Jean (full promotional video for «Blue Jean»)
  - «Blue Jean» (alternate version for MTV)

### DVD 2
1. «Absolute Beginners»
2. «Underground»
3. «As the World Falls Down»
4. «Day-In Day-Out»
5. «Time Will Crawl»
6. «Never Let Me Down»
7. «Fame '90»
8. «Jump They Say»
9. «Black Tie White Noise»
10. «Miracle Goodnight»
11. «The Buddha of Suburbia»
12. «The Heart’s Filthy Lesson»
13. «Strangers When We Meet»
14. «Hallo Spaceboy»
15. «Little Wonder»
16. «Dead Man Walking»
17. «Seven Years in Tibet»
18. «I’m Afraid of Americans»
19. «Thursday’s Child»
20. «Survive»

- Пасхальные яйца:
  - «Day-In Day-Out» (extended mix)
  - «Miracle Goodnight» (remix)
  - «Seven Years in Tibet» (Mandarin version)
  - «Survive» (live in Paris)

## Активация пасхальных яиц

### DVD 1
Oh! You Pretty Things (Take 1) (alternate take from Old Grey Whistle Test)
- Выберите 'play all'. После воспроизведения всех песен, альтернативная версия появится на месте оригинальной версии этой песни. Если вы не хотите ждать, нажмите «play all», и просто перелистывайте видео одно за другим.

Interview with Russell Harty
- Выделите «Drive-In Saturday» в меню выбора композиций, нажмите кнопку «вправо». Появится нижнее подчеркивание — _ , нажмите «play».

Ad for forthcoming Ziggy Stardust: The Motion Picture DVD
- Выберите молнии справа от «Ziggy Stardust», в меню выбора композиций.

Jazzin' For Blue Jean (full promotional video for «Blue Jean»)
- Выделите оригинальную композицию и нажмите кнопку «вправо». Выберите появившийся символ «)», в меню выбора композиций. Изображение справа будет меняться. Выберите новое изображение. Изображение может быть переключено обратно, нажав «)».

Blue Jean (Alternate Version for MTV), recorded at The Wag Club, Soho, London
- Видео должно быть активировано, во время активации пасхального яйца «Jazzin' For Blue Jean». Для активации нажмите «вправо», когда девушка приближается к музыкальному автомату для запуска видео, как только Боуи появляется на экране этого муз.автомата, нажмите «play». Если вы используете компьютер для воспроизведения, можете просто нажать на экран муз.автомата, когда в нём появляется Боуи.

### DVD 2
Day-In Day-Out (Extended Dance Mix)
- Extended Dance Mix будет появляться при повторном выборе «Day-In, Day-Out» из списка композиций.

Miracle Goodnight (Remix Version)
- Видео должен быть активировано, после воспроизведения «Miracle Goodnight». Подождите 5 минут в меню выбора композиций и нажмите «play».

Seven Years In Tibet (Mandarin version)
- Воспроизведите видео «Seven Years In Tibet». Через три секунды после старта видео, появятся субтитры. Нажмите «play», и это будет переключением версии. Если нажать «play» ещё раз во время просмотра, можно переключиться обратно на английскую версию.

Survive (Live Version)
- Выберите «play all». После воспроизведения всех песен, концертная версия появится на месте оригинальной версии этой песни. Если вы не хотите ждать, нажмите «play all», и просто перелистывайте видео один за другим.

(Все бонусы можно посмотреть ещё проще, если открыть DVD диск через Windows PC).

## Хит-парады
Альбом
| Год  | Хит-парад              | Высшая позиция |
| ---- | ---------------------- | -------------- |
| 2002 | UK Albums Chart        | 11             |
| 2002 | Billboard 200          | 70             |
| 2002 | Norwegian Albums Chart | 10             |
| 2003 | UK Albums Chart        | 25             |
| 2004 | UK Albums Chart        | 22             |
| 2006 | UK Albums Chart        | 36             |